# Pop! Treasure
Pop! Treasure es un compilado del dueto inglés de synth pop Erasure que contiene grabaciones inéditas compiladas para el EIS (Erasure Information Service)  y cuya venta fue limitada para miembros del mismo.

## Listado de temas
| CD  |                                                           |          |  |
| N.º | Título                                                    | Duración |  |
| 1.  | «Sugar Hill» (Vox Mix)                                    | 4:25     |  |
| 2.  | «Worlds On Fire» (Alternative Lyrics -letra alternativa-) | 3:23     |  |
| 3.  | «Chains of Love» (Other People's Songs)                   | 2:52     |  |
| 4.  | «Early Bird» (Original Version -versión original-)        | 3:10     |  |

## Créditos y acotaciones
Todos los temas fueron escritos por Vince Clarke y Andy Bell

Sugar Hill (Vox Mix) es un tema inédito que aparentemente fue grabado cerca de 1991.

Worlds On Fire (Alternative Lyrics) versión con letra alternativa del que figura en el álbum Cowboy.

Chains Of Love (Other People's Songs)  cuando Erasure estaba haciendo su álbum de covers Other People's Songs decidió grabar una reversión de un tema de su propia autoría pero que no vio la luz en su momento.

Early Bird (Original Versión) esta es la versión original del tema que apareciera a dúo con Cyndi Lauper, en el EP Storm Chaser pero aquí sin la presencia de ella.
- Compilado: Greg Hudson.
- Diseño de tapa: Greg Hudson.[2]